# The Good Liar – Das alte Böse
The Good Liar – Das alte Böse (Originaltitel The Good Liar) ist ein Film von Bill Condon, der am 15. November 2019 in die US-amerikanischen Kinos kam. Der Film basiert auf dem Roman The Good Liar von Nicholas Searle, in dem ein Trickbetrüger bei seinem letzten Coup versucht, eine wohlhabende Witwe um ihr Vermögen zu bringen.

## Handlung
Roy Courtnay macht über ein Datingportal die Bekanntschaft der Witwe Betty McLeish. Der alt gewordene Trickbetrüger ist ein exzellenter Lügner und hat in Kooperation mit seinem Partner Vincent eine gewinnbringende Geschäftsidee entwickelt, wie man an das Geld anderer Leute kommt. Er verspricht ihnen hohe Gewinne in kürzester Zeit durch Investitionen in gewisse Geschäfte, in die die beiden selbst, um Vertrauen zu erwecken, hohe Summen investieren. Betty soll das nächste Opfer der beiden Gauner werden. Er hofiert die charmante, gebildete und offensichtlich gut situierte Betty, die ihr Gesamtvermögen selbst auf etwa 2,7 Millionen Pfund beziffert, wie ein Gentleman. Der Enkel der Dame namens Stephen, ein Doktorand der Geschichtswissenschaft, hegt jedoch offen und von Anfang an Misstrauen gegen Roy.
Sein Doppelleben als freundlicher alter Gentleman und als Kopf eines Betrügerduos führt allerdings zu Problemen. Vor Bettys Haus parkt immer wieder ein Auto, das sofort abfährt, wenn er sich nähert, und dessen Fahrer möglicherweise auf Rache sinnt. Wenn ein Geschädigter ihn konfrontiert, macht er kurzen Prozess: Einem zu gierig gewordenen Handlanger lässt er eine Hand mit einem Fleischhammer zertrümmern, und als ein Betrugsopfer mit seiner Enttarnung bei Betty droht, stößt er den Mann vor einen einfahrenden U-Bahn-Zug.
Wegen angeblicher Probleme mit seinem Knie zieht er vorübergehend bei Betty ein und malt ihr die Vorteile eines gemeinsamen Kontos mit gemeinsamen Investitionen aus. Finanziert durch den zu erwartenden Geldsegen, möchte Betty eine Reise auf den Kontinent nachholen, die durch den Tod ihres Ehemanns nicht zustande gekommen ist. Bei dem Reiseziel Berlin zuckt Roy zusammen, hat Einwände, stimmt aber schließlich zu. In Berlin werden sie zu seiner Überraschung vom Enkel Stephen empfangen, der sich wegen Recherchen für sein Studium in Berlin aufhält und die beiden, als Kenner der Stadt, zu den üblichen Sehenswürdigkeiten begleitet. Schließlich führt er sie in ein Haus aus der Gründerzeit. Angeblich hat der Inhaber einer Wohnung ihm den Schlüssel überlassen, damit er die Wohnung besichtigen kann.
Stephen konfrontiert Roy mit seinen Ermittlungen. In einer Rückblende erzählt Roy seine Geschichte. Hans Taub, ein Deutscher mit britischem Elternteil, hilft den Briten nach dem Zweiten Weltkrieg, Nazi-Verbrecher aufzuspüren. Als er bei einer inoffiziellen Ermittlung in einer Ostberliner Wohnung einen britischen Offizier unterstützt, schießt der Verdächtige auf die beiden. Der Offizier stirbt, und da sich beide ähnlich sehen, nimmt Hans dessen Identität an und gelangt so als Roy in das Vereinigte Königreich. Betty wirft jedoch ihrem Enkel vor, sich in ihre Privatangelegenheit einzumischen, und bleibt auf Roys Seite.
Nach ihrer Rückkehr nach England übertragen beide ihr gesamtes Vermögen auf ein gemeinsames Konto, das Passwort ist auf Bettys Vorschlag hin „Lilie“; ein Bild einer Lilie scheint die Inspiration zu sein. Nach dem gelungenen Coup gibt Roy vor, seinen Sohn besuchen zu wollen, muss aber zu seinem Entsetzen feststellen, dass er anscheinend sein Keypad, mit dem er die finanziellen Transaktionen durchführt, vergessen hat. Alle Versuche, trotzdem das Geld vom Konto abzubuchen, schlagen fehl. Als er völlig außer sich zurückeilt, findet er ein leergeräumtes Haus vor. In dem einzigen verbliebenen Sessel sitzt Betty mit beiden Keypads, die bei jeder seiner Lügen, mit denen er sich herauszureden versucht, 50.000 Pfund vom Konto abbucht.
In einer Rückblende wird nun Bettys Geschichte erzählt. Lili, die jüngste von vier Schwestern der Fabrikantenfamilie Schröder, erhält im Jahr 1943 von einem Jugendlichen namens Hans Taub Englischunterricht. Als er einmal auf sie warten muss, kommt er in Kontakt mit Lilis älterer Schwester, die seinen Versuch, sie zu küssen, abwehrt und den Vater informiert. In der folgenden Unterrichtsstunde wird Lili, die Hans anhimmelt, von ihm vergewaltigt. Herr Schröder beendet Hans’ Anstellung. Daraufhin denunziert Hans den Vater bei den Nazis als Verräter, dieser wird verhaftet und gehängt; die Mutter begeht Selbstmord. Kurz vor Kriegsende schlägt eine Fliegerbombe in die Küche ein und löscht auch Lilis drei Schwestern aus. Nur Lili überlebt, nimmt danach den Namen Betty an und zieht nach England.
Betty hatte Roy gemeinsam mit dem vermeintlichen Enkel ausfindig gemacht und sich als leichtes Opfer präsentiert. Der Fahrer, der zuvor immer wieder vorgefahren ist, entpuppt sich als der echte Enkel Bettys und der vermeintliche Enkel Stephen als sein Lebenspartner.
Nach einem Handgemenge überlässt Betty Roy den zuvor geschädigten Geschäftspartnern. Sie lässt ihm genau die Summe, welche er von ihnen erbeutet hatte. Diese fügen Roy solche körperliche Gewalt zu, dass er einen Schlaganfall erleidet und zum Pflegefall wird.

## Produktion

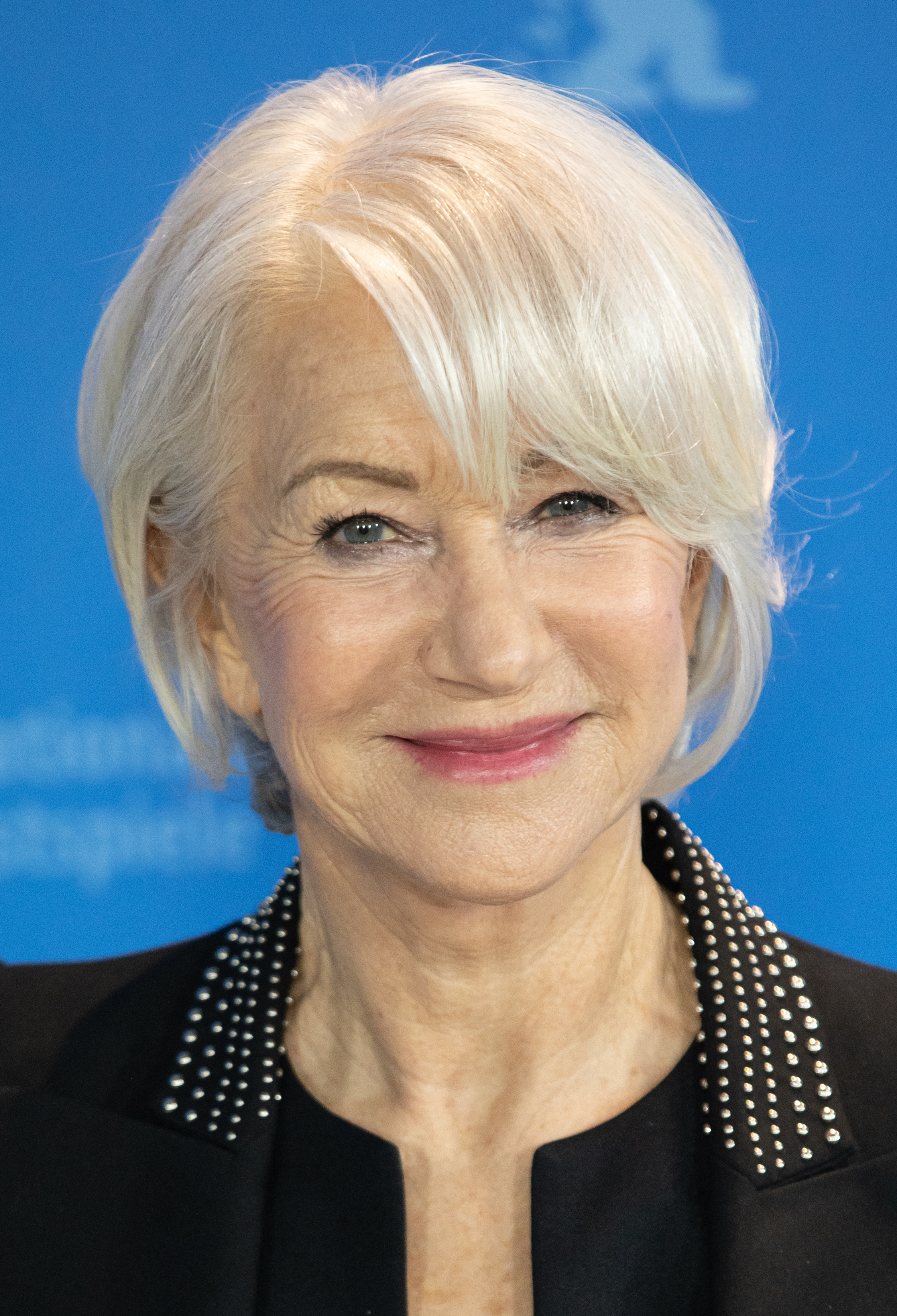
Helen Mirren spielt Betty McLeish

Der Film basiert auf dem Roman The Good Liar von Nicholas Searle, der von Jeffrey Hatcher für den Film adaptiert wurde.
Regie führte Bill Condon, der bereits seinen vierten Film mit Ian McKellen drehte, der die männliche Hauptrolle von Roy Courtnay übernahm. McKellens Rolle in seinem Film Gods and Monsters hatte ihm seine erste Oscar-Nominierung eingebracht. Oscar-Preisträgerin Helen Mirren spielt in einer weiteren Hauptrolle Betty McLeish. Es ist der erste gemeinsame Auftritt der beiden Schauspieler in einem Film. Russell Tovey spielt ihren Enkelsohn Stephen. Weitere Rollen wurden mit Jim Carter, Céline Buckens und Mark Lewis Jones besetzt.
Die Dreharbeiten fanden in Berlin und in London statt. Außenaufnahmen entstanden in dem Ort Fetcham in Surrey.
Die Filmmusik komponierte Carter Burwell. Der Soundtrack, der insgesamt 17 Musikstücke umfasst, wurde am 8. November 2019 von WaterTower Music als Download und auf CD veröffentlicht.
Ende Juni 2019 wurde ein erster Trailer vorgestellt, im Oktober 2019 ein weiterer Trailer. Seine Weltpremiere feierte der Film am 6. November 2019 in New York. Am 15. November 2019 kam er in die US-amerikanischen und am 28. November 2019 in die deutschen Kinos.

## Synchronisation
Die deutsche Synchronisation entstand nach der Dialogregie von Sven Hasper im Auftrag der RC Production Kunze & Wunder GmbH & Co. KG in Berlin.
| Rolle              | Schauspieler         | Deutscher Sprecher |
| ------------------ | -------------------- | ------------------ |
| Betty McLeish      | Helen Mirren         | Karin Buchholz     |
| Roy Courtnay       | Ian McKellen         | Eckart Dux         |
| Stephen            | Russell Tovey        | Henning Nöhren     |
| Vincent            | Jim Carter           | Jürgen Kluckert    |
| Hannalore Schröder | Lily Dodsworth-Evans | Daniela Molina     |

## Rezeption
Die Einnahmen des Films aus Kinovorführungen belaufen sich auf 29,4 Millionen US-Dollar, von denen der Film allein 16,8 Millionen im nordamerikanischen Raum einspielen konnte.
Der Film konnte 64 Prozent der Kritiker bei Rotten Tomatoes überzeugen.

## Kritik
Krischan Koch vom NDR sagt zu dem Film: „Was wie eine englische Gaunerkomödie beginnt, entwickelt sich immer mehr zu einem Drama, das bis ins Nazideutschland der letzten Kriegsjahre zurückreicht. […] Die anfängliche Leichtigkeit hat der Film am Ende verloren, dafür an Spannung gewonnen. Die Rückblenden, die der Geschichte immer neue Wendungen geben, wirken zwar etwas holprig und gewollt, aber Helen Mirren und Ian McKellen bei diesem Katz-und-Maus-Spiel zuzusehen ist faszinierend. Ein kurzweiliges Verwirrspiel und großes Schauspielerkino.“

## Altersfreigabe
In den USA erhielt der Film von der MPAA ein R-Rating, was einer Freigabe ab 17 Jahren entspricht. In Deutschland wurde er von der FSK ab 12 Jahren freigegeben.

## Auszeichnungen
Satellite Awards 2019
- Nominierung als Beste Hauptdarstellerin – Drama (Helen Mirren)[14]

Saturn-Award-Verleihung 2021
- Nominierung als Bester Thriller